# Южноафриканская организация студентов
Южноафриканская организация студентов (англ. The South African Students' Organisation, SASO, САСО) — организация южноафриканских студентов, сопротивлявшаяся апартеиду. Она была запрещена правительством Южной Африки в октябре 1977 года в рамках репрессивной реакции государства на восстание в Соуэто.
САСО выступала за черную идентичность, отдельную от любой белой или мультирасовой идентичности.

## История
Организация была создана в 1968 году во главе со Стивом Бико и сыграла важную роль в Движении сознания чернокожих.
В 1972 году организация сыграла центральную роль в создании Союза чернокожих рабочих.
В 1974 году девять лидеров SASO были арестованы и преданы суду за заговор с целью свержения государства неконституционными средствами; этой «девяткой» были: Сатасивиан Купер, Стрини Мудли, Обри Мокоапе, Мосиуоа Лекота, Нквенкве Нкомо, Зитулеле Синди, Мунту Муеза, Панделани Нефоловходъуэ и Кабороне Седибэ, после 17-месячного судебного процесса, все они были осуждены и приговорены к 10 лет лишение свободы.
19 октября 1977 года организация была запрещена, и любая связь с ней стала незаконной. Не было предпринято никаких усилий для превращения этой группы в подпольное движение, однако Конвенция черных людей и политические цели, философия и идеология САСО были продолжены такими организациями, как, Народная организация Азании (АЗАПО) и Южноафриканский национальный студенческий конгресс (САНСКО).

## Примечание
1. ↑  Allison Drew. South African Democracy Education Trust. The Road to Democracy in South Africa. Volume 1 (1960–1970). Cape Town: Zebra Press, 2004. xxviii + 756 pp. Photographs. Bibliography. Index. R299.95. Paper. // African Studies Review. — 2007-12. — Т. 50, вып. 3. — С. 164–166. — ISSN 1555-2462 0002-0206, 1555-2462. — doi:10.1353/arw.2008.0013.
2. ↑  Pambazuka News. African Studies Companion Online. Дата обращения: 19 февраля 2022.
3. ↑  Mbulelo Vizikhungo Mzamane. Literature for a National Culture in South Africa: Perspectives of Oppressed Groups // Proceedings / Anglistentag 1995 Greifswald. — De Gruyter, 1996-12-31. — С. 343–360.